# Juan Arremón
Juan Pedro Arremón (ur. 8 lutego 1899 w Montevideo, zm. 15 czerwca 1979 tamże) – piłkarz urugwajski, napastnik.
Urodzony w Montevideo (w dzielnicy Atahualpa) Arremón karierę piłkarską rozpoczął w 1916 roku w klubie CA Peñarol. Jako piłkarz klubu Peñarol był w kadrze reprezentacji podczas turnieju Copa América 1927, gdzie Urugwaj został wicemistrzem Ameryki Południowej. Arremón zagrał we wszystkich trzech meczach – z Peru, Boliwią (zdobył bramkę) i Argentyną.
Rok później wziął udział w Igrzyskach Olimpijskich w 1928 roku, gdzie Urugwaj zdobył złoty medal. Arremón zagrał tylko w jednym meczu – w decydującej o medalu powtórce finału z Argentyną, zakończonej zwycięstwem Urugwaju 2:1.
Wciąż jako gracz Peñarolu wziął udział w fatalnym turnieju Copa América 1929, gdzie Urugwaj zajął dopiero trzecie miejsce. Arremón zagrał w dwóch meczach – z Peru i Argentyną.
Arremón do końca swej kariery w 1936 roku pozostał wierny klubowi Peñarol. Razem z Peñarolem 9 razy został mistrzem Urugwaju – w 1918, 1921, 1925, 1926, 1928, 1929, 1932, 1935 i 1936.
Arremón od 8 grudnia 1923 roku do 11 listopada 1929 roku rozegrał w reprezentacji Urugwaju 14 meczów i zdobył 1 bramkę.
Po zakończeniu kariery piłkarskiej został trenerem – w 1943 opiekował się drużyną Peñarolu.